# شاهین بیانی
شاهین بیانی بازیکن سابق باشگاه استقلال تهران و برادر کوچک‌تر شاهرخ بیانی است. بیانی از جمله بازیکن‌هایی بود که همراه با تیم استقلال به عنوان کاپیتان در سال ۱۳۷۰ قهرمان جام باشگاه‌های آسیا شد. وی ۱۷ سال برای استقلال بازی کرد و در روز هجدهم مهرماه سال ۱۳۷۴ در یک بازی دوستانه که باشگاه به مناسبت خداحافظی وی، مقابل تیم ملی سنگاپور ترتیب داده شده بود از فوتبال خداحافظی کرد.
شاهین بیانی به همراه استقلال تمام جامهای باشگاهی (داخلی _ خارجی)  را تصاحب کرده است
او جزو ۱۴ نفری بود که در سال ۶۵ و هنگام بازی‌های آسیایی ۱۹۸۶ در اعتراض به کادر فنی تیم ملی، از این تیم استعفا داد. بیانی در تیر ماه ۶۹ با دعوت علی پروین به تیم ملی برگشت و با تیم ملی ایران قهرمان  بازیهای آسیایی شد.

## افتخارات

### تیم ملی فوتبال ایران
قهرمان بازی‌های آسیایی ۱۹۹۰

### باشگاه فوتبال استقلال تهران

#### بین المللی
قهرمان  جام باشگاه‌های آسیا ۹۱–۱۹۹۰
قهرمان جام بوردولوی هندوستان ۱۳۶۸
قهرمان جام میلز ۱۳۶۸

#### داخلی
قهرمان جام حذفی فوتبال ایران ۵۷–۱۳۵۶
قهرمان لیگ فوتبال ایران ۶۹–۱۳۶۸
قهرمان جام باشگاه‌های تهران ۱۳۶۲
قهرمان جام باشگاه‌های تهران ۱۳۶۴
قهرمان جام باشگاه‌های تهران ۱۳۷۰

### تیم ملی
نایب قهرمان جام بین المللی فجر ۱۳۶۴ 
مقام چهارم جام ملت‌های آسیا ۱۹۸۴

### باشگاهی
نایب قهرمان جام باشگاه‌های آسیا ۱۹۹۱
 نایب قهرمان لیگ فوتبال ایران ۷۱–۱۳۷۰
 نایب قهرمان جام حذفی فوتبال ایران ۱۳۶۹

### فردی
شاهین بیانی دومین کاپیتان تاریخ باشگاه استقلال تهران است که جام قهرمانی باشگاههای  آسیا را بالای سر برده است. همچنین وی آخرین جام باشگاه‌های تهران ۱۳۷۰ را برای استقلال بالای سر برد.